# Hendrikus Plenter
Hendrikus Plenter (Groningen, 1913. június 23. – Groningen, 1997. május 12.), holland válogatott labdarúgó, edző.
A holland válogatott tagjaként részt vett az 1938-as világbajnokságon.